# Moszczona Pańska
Moszczona Pańska (prononcé en polonais : [mɔʂˈt͡ʂɔna ˈpaɲska]) (en ukrainien : Мощена Панська, Moshchena Pans’ka) est un village polonais de la gmina de Nurzec-Stacja dans le powiat de Siemiatycze et dans la voïvodie de Podlachie. Il se situe à environ 6 kilomètres à l'ouest de Nurzec-Stacja, à 11 kilomètres à l'est de Siemiatycze et à 75 kilomètres au sud de Białystok. 